# San Pietro in Amantea
San Pietro in Amantea – miejscowość i gmina we Włoszech, w regionie Kalabria, w prowincji Cosenza.
Według danych na rok 2004 gminę zamieszkiwało 610 osób, 61 os./km².